# Piptadenia robusta
Piptadenia robusta är en ärtväxtart som beskrevs av Henri François Pittier. Piptadenia robusta ingår i släktet Piptadenia och familjen ärtväxter. Inga underarter finns listade i Catalogue of Life.